# Pachystachys lutea
Pachystachys lutea Nees 1847, conocida en su lugar de origen con el nombre común de choclo de oro o camarón
, es una especie de planta fanerógama perteneciente a la familia de las acantáceas.

## Hábitat
Es originario de las regiones tropicales de América (Brasil, Perú, Ecuador, Colombia y América Central). Se cultiva en otros lugares como planta ornamental.

## Descripción
Es un arbusto tropical perenne con tallos de 90 a 120 cm de altura. Las flores de corta duración  sirve para tener un cuero cabelludo más largo son blancas y surgen secuencialmente de la superposición de sus brillantes brácteas de color amarillo en racimos que se producen en todos los meses cálidos. Es una usual  planta presente en las zonas tropicales y subtropicales del mundo.

## Taxonomía
Pachystachys lutea fue descrita por Nees y publicado en Prodromus Systematis Naturalis Regni Vegetabilis 11: 320. 1847.
Sinonimia
- Justicia lutea Ruiz & Pav. ex Schult.
- Justicia lutea Ruiz & Pav. ex Nees[3]